# Tour de l'Horloge (Tours)
Pour les articles homonymes, voir Tour de l'Horloge.
La tour de l'Horloge (anciennement tour du Trésor) est un vestige d'une ancienne basilique dédiée à saint Martin de Tours et située à Tours, rue des Halles, dans le Vieux-Tours. Elle est classée au titre des monuments historiques par la liste des monuments historiques de 1840.
Son nom lui a été donné après la Révolution française car elle a abrité une horloge.

## Histoire

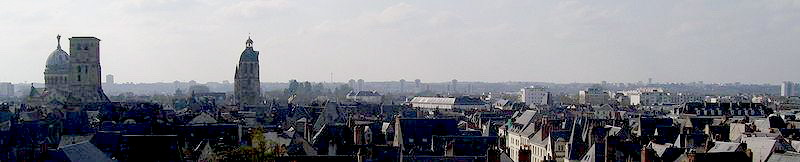
Le dôme de la basilique, la tour Charlemagne, la tour de l'Horloge

### La basilique Saint-Martin de Tours jusqu'à la Révolution française
Hervé de Buzançais, trésorier de Saint-Martin, décida en 1003 la reconstruction d'une grande basilique romane sur l'emplacement du tombeau de saint Martin de Tours, en remplacement d'une précédente basilique construite au Ve siècle et ruinée ; elle fut consacrée le 4 juillet 1014. Bâtie sur un plan comparable à Saint-Sernin de Toulouse, elle ne comportait à l'origine que trois tours, deux en façade et une à la croisée du transept.
Vers la fin du XIe siècle, on ajoutait à l'édifice une tour à chaque extrémité du transept. Un siècle plus tard, après plusieurs incendies consécutifs, la nef et la façade étaient reprises en style gothique ainsi que les deux tours qui la flanquaient. Vers le milieu du XIIIe siècle, le chœur était agrandi.
En 1562, la basilique fut pillée par les Huguenots. Dans le siècle qui suivit, elle ne connut que des aménagements mineurs.

### Les étapes de la construction de la tour
- La tour du Trésor est la tour sud de la façade de la basilique. Elle fut édifiée en même temps que la façade primitive de la basilique, au tout-début du XIe siècle ; elle doit son nom originel à la salle du rez-de-chaussée qui abritait le trésor de la basilique[2].
- Entre 1175 et 1180[3], dans le cadre d'une reprise générale de l'édifice, la façade fut entièrement reprise voire reconstruite pour certaines parties et la tour du Trésor reçut un placage en style gothique, le style roman n’apparaissant désormais plus qu’à l’intérieur de la tour. Il est donc impossible de se figurer l'aspect de cette tour, comme de l'ensemble de la façade, avant la reprise gothique.

La tour ne connut plus d'autre modification architecturale jusqu'à la Révolution française.

### La basilique sous la Révolution française
Le 13 avril 1790, la basilique fut déclarée bien national. Le 21 mars 1794, la basilique fut destinée à loger des chevaux. En février 1796, on constata le vol d’une grande partie du plomb des toitures et des renforts métalliques des voûtes. Le 2 novembre de la même année, les voûtes, ruinées par les infiltrations d’eau dues à la couverture défectueuse et fragilisées par l’absence des renforts, s’effondrèrent. En raison du danger d’écroulement total, la démolition immédiate de la basilique fut décidée : après la vente aux enchères des lots, elle commença dès le 5 novembre 1796 pour s’achever le 10 novembre 1798.
Seules furent épargnées les tours tour Charlemagne (en raison de son bon état) et du Trésor (on cherchait dans le quartier une tour pour y installer une horloge, d’où son nouveau nom de tour de l'Horloge), ainsi qu’une petite partie du cloître ; la nouvelle rue Pommereul (par la suite rue des Halles) fut percée presque dans l’axe de la nef et la rue Descartes prit la place du bras sud du transept.

### La tour de l'Horloge après la Révolution
Autrefois couronnée d’une flèche pyramidale à arêtes tronquées abattue à la Révolution, la tour est couverte depuis 1795 d’un dôme surmonté d’un lanternon, qui abrite une cloche provenant de l’ancienne église Saint-Saturnin démolie en 1798 ; cette cloche servait à sonner l’ouverture et la fermeture des marchés. Une horloge installée après la Révolution lui a donné son nouveau nom.

## Caractéristiques

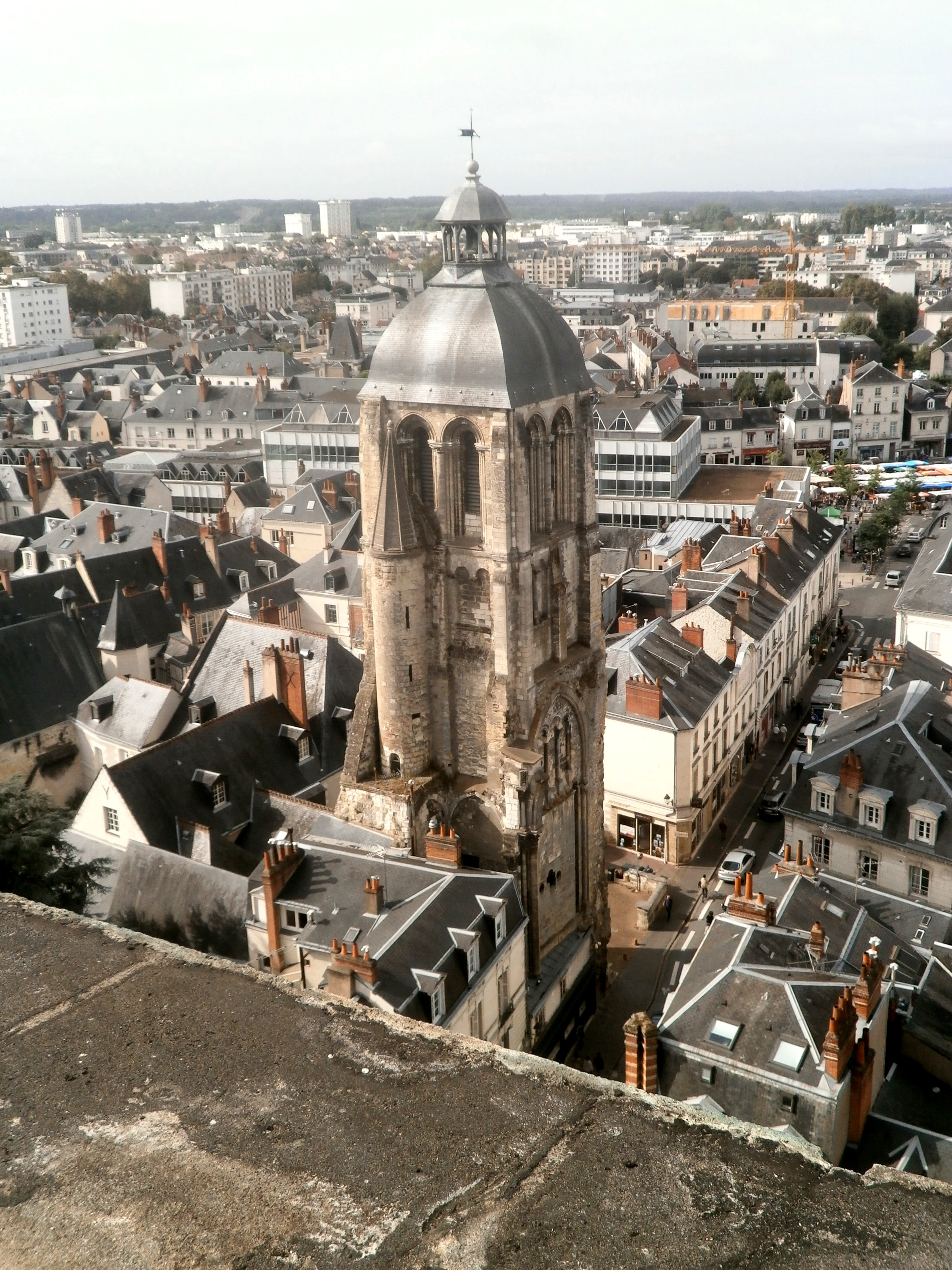
La tour de l'Horloge, vue depuis la tour Charlemagne.

L'emprise de la tour au sol est de 10 m sur 10 m et sa hauteur d'environ 50 m.
Le seul accès à la tour se fait par sa face orientale, à l'origine dans la collatéral sud de la basilique. On pénètre ainsi dans la salle du Trésor, aveugle, sans décor particulier, qui se prête bien au rôle de « coffre-fort » qui lui était dévolu. On pénètre également dans une tourelle d'escalier, accolée à la façade orientale de la tour, qui permet d'accéder aux deux étages supérieurs par un escalier à vis.
Le premier étage est couvert par une voûte romane (Galerie, photo 1). Il est éclairé par des fenêtres en plein cintre sur ses faces ouest et sud, qui donnaient initialement sur l'extérieur de la basilique
La voûte du deuxième étage (Galerie, photo 2) est « la plus ancienne voûte d'ogives de Touraine ».
Les faces occidentale et méridionale de la tour sont accompagnées de contreforts plats s'élevant jusqu'aux étages supérieurs, et même jusqu'au sommet pour certains.
On distingue, aux angles nord-ouest et nord-est de la tour, les arrachements des arcs de départ de la façade et de la nef de l'ancienne basilique romane et les chapiteaux supportant ces arcs, mais ces motifs datent de la reprise de la fin du XIIe siècle (Galerie, photo 3).
Le second étage porte sur sa façade extérieure septentrionale une arcature soutenue par des colonnettes dont l’une, en marbre noir, provient selon toute vraisemblance de la basilique du Ve siècle (Galerie, photo 4).
Le troisième étage, faisant office de beffroi, a perdu sa couverture d'origine, une flèche abattue en février 1794. Elle a été remplacée par un dôme formant lanternon et abritant le mécanisme de l'horloge (Galerie, photo 5).

Galerie de photos : tour de l'Horloge
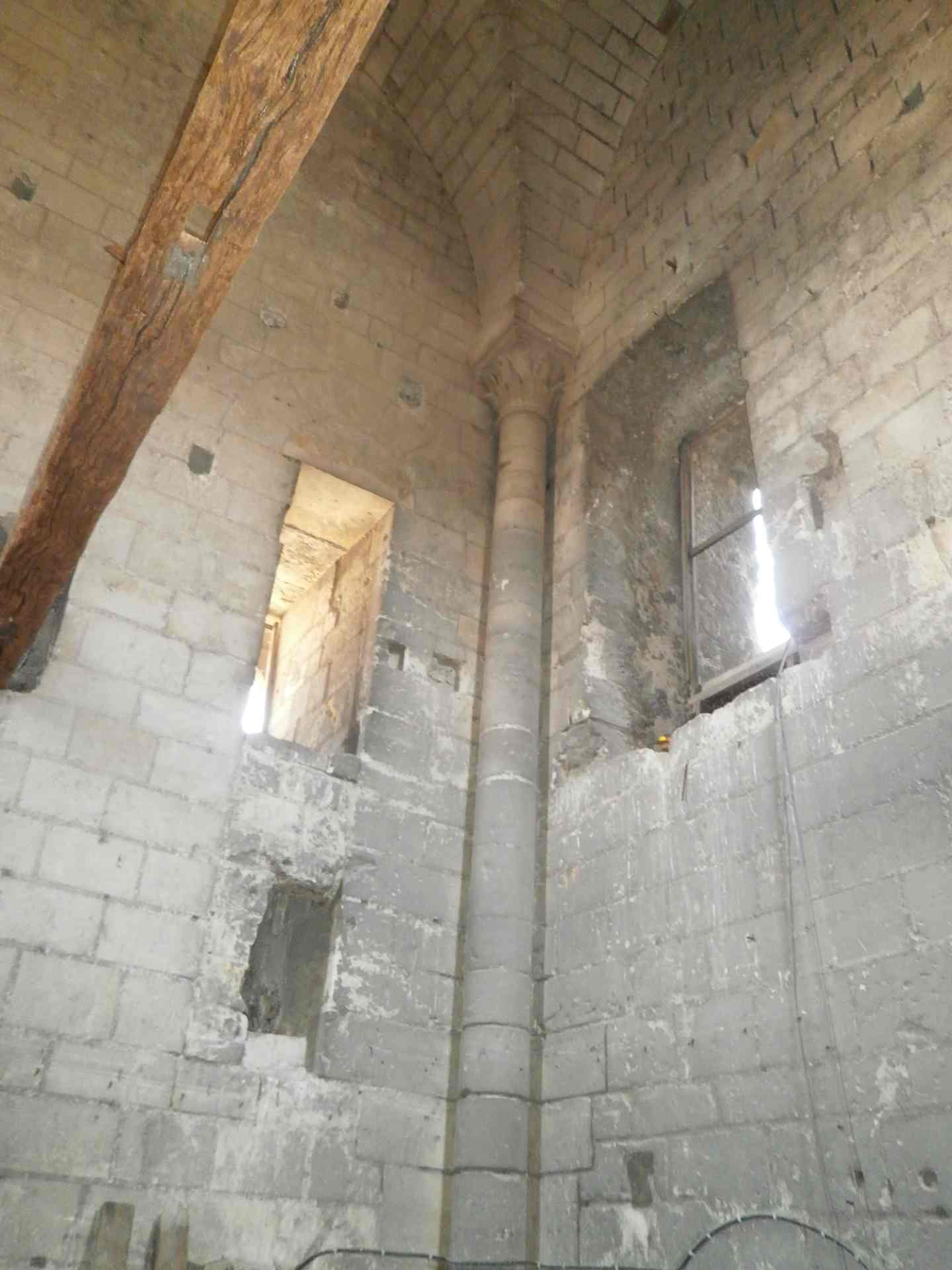
(1) voûtes du premier étage.
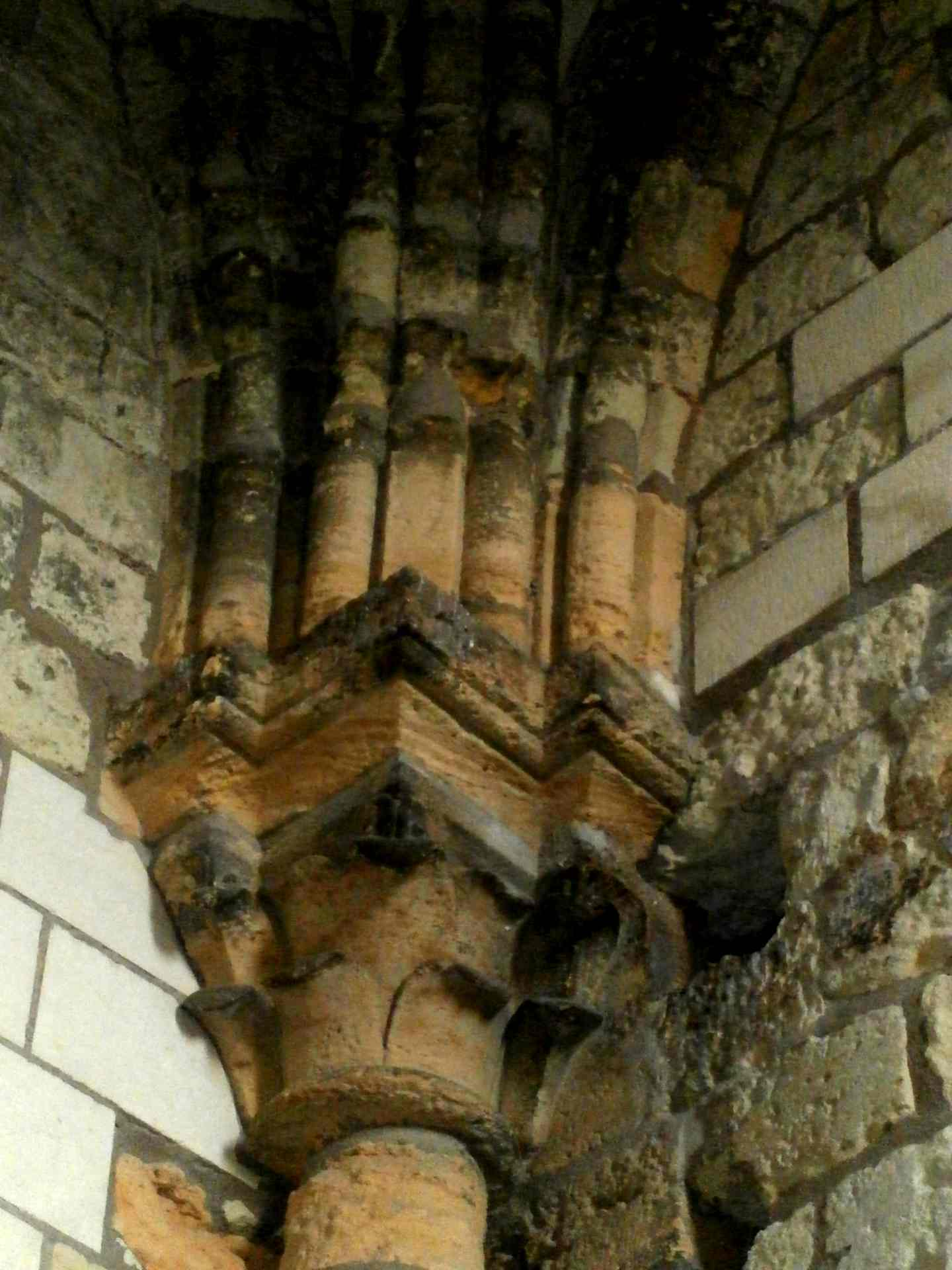
(2) voûtes du deuxième étage.
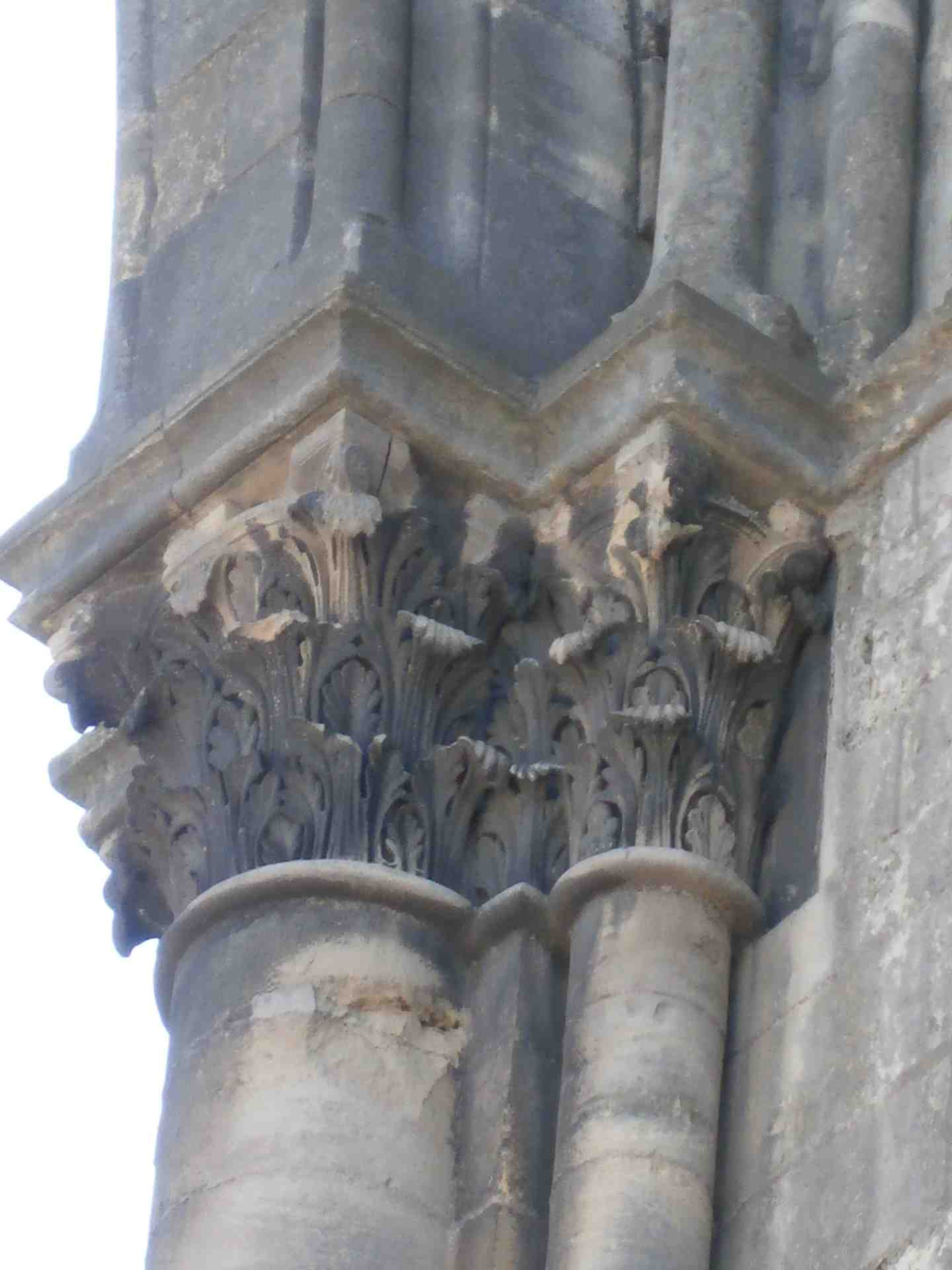
(3) chapiteau de l'ancien portail d'entrée.
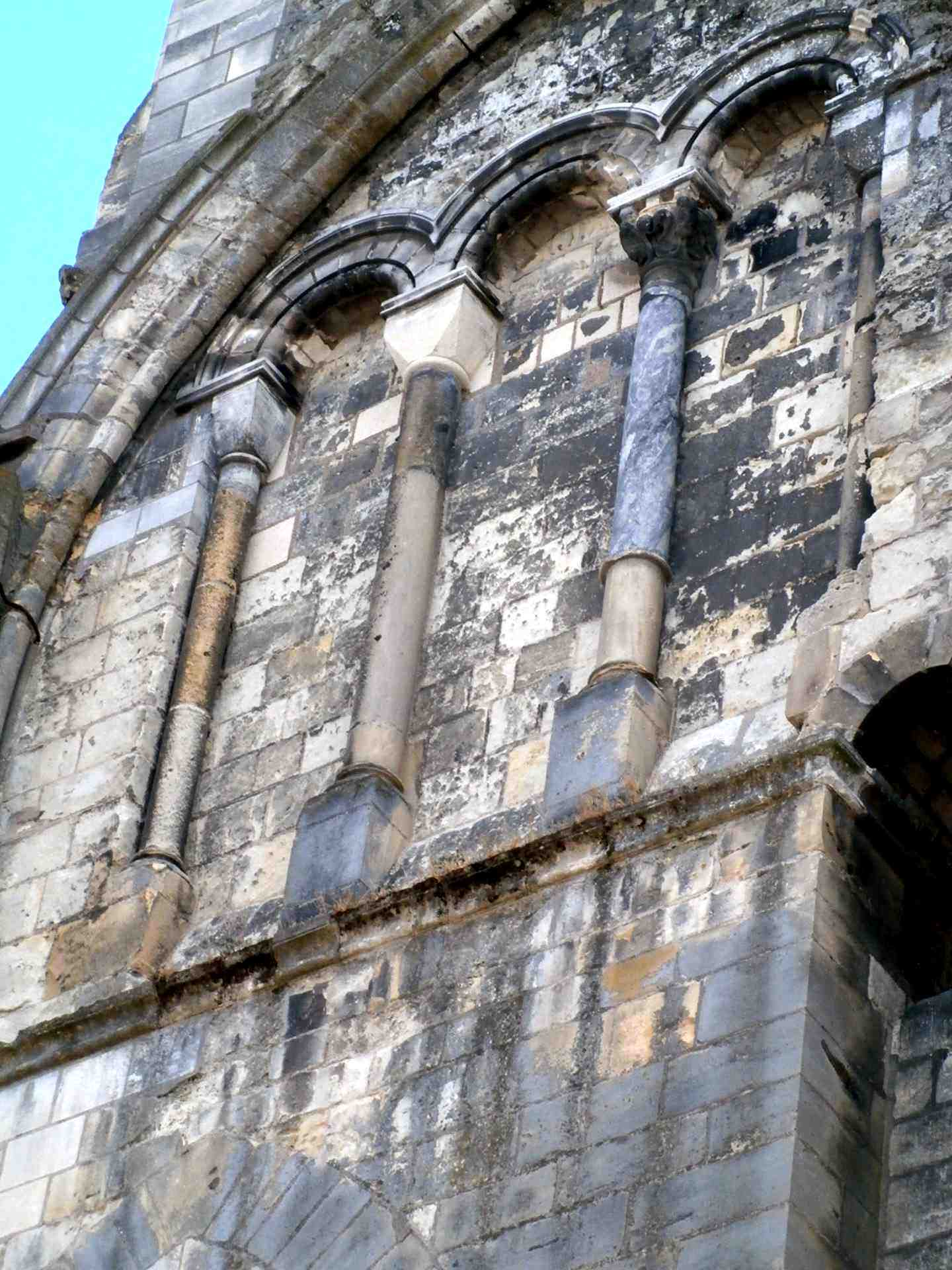
(4) colonnette de remploi dans une arcature de la tour.
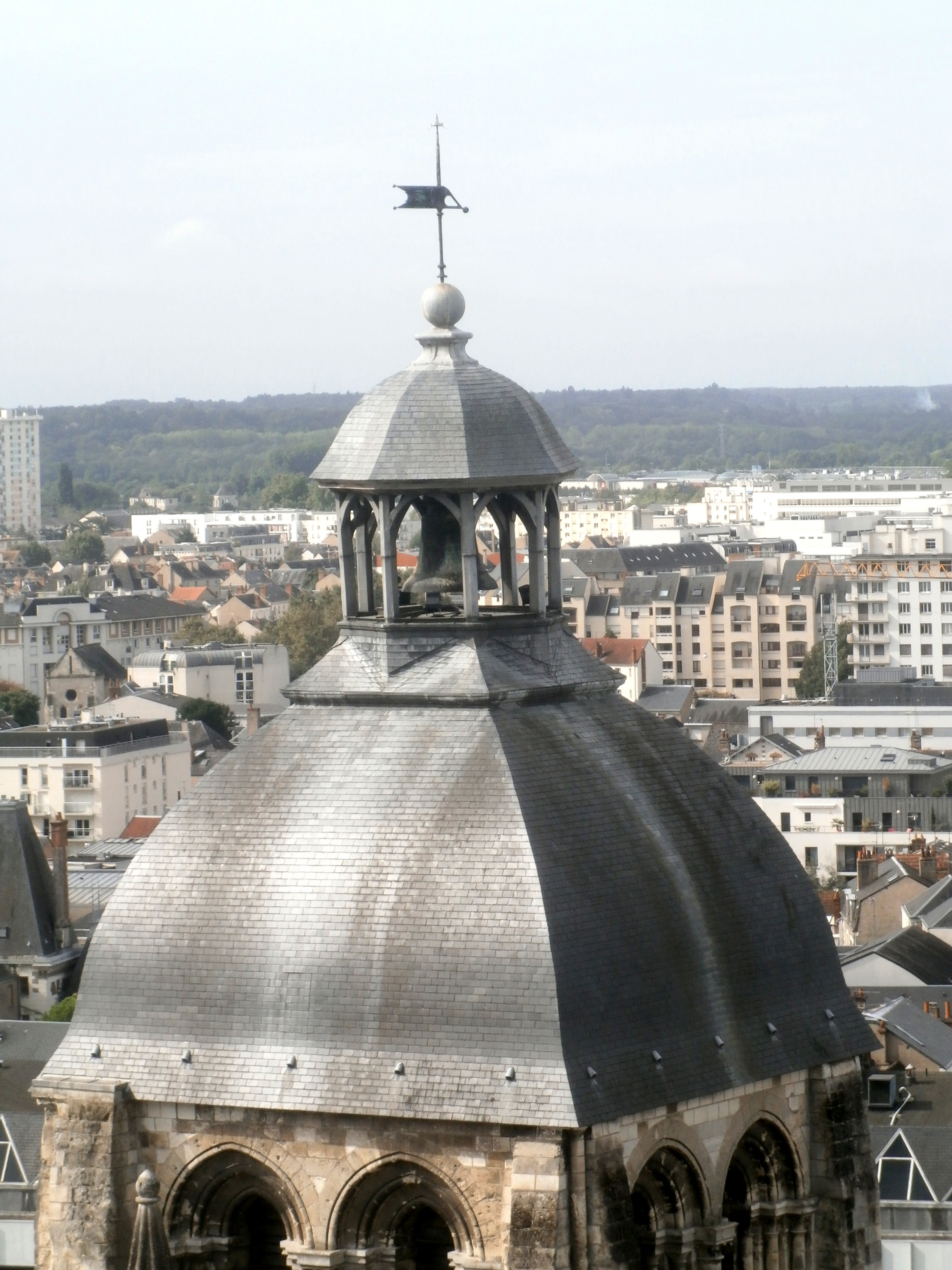
(5) lanternon terminal de la tour.

## Pour en savoir plus